# 華夏鰻屬
華夏鰻屬為生存於寒武紀早期的頭索動物亞門動物，化石發現於中國雲南省的澄江生物群。本屬包含有2種，皆具有如鰻魚的長身體及不明顯的頭部。

## 描述
華夏鰻屬的體長約為2.5至5（0.98至1.97英寸）長，身體分節，由V字型的肌節組成，在背側具有脊索，與現存的文昌魚類似。華夏鰻與中間型中新魚及發現於伯吉斯頁岩的皮卡蟲為近親。另外華夏鰻也是最早擁有鰓裂與咽的物種之一。